# Фелденц
Фелденц (њем. Veldenz) општина је у њемачкој савезној држави Рајна-Палатинат. Једно је од 107 општинских средишта округа Бернкастел-Витлих. Према процјени из 2010. у општини је живјело 898 становника. Посједује регионалну шифру (AGS) 7231126.

## Географски и демографски подаци
Фелденц се налази у савезној држави Рајна-Палатинат у округу Бернкастел-Витлих. Општина се налази на надморској висини од 170 метара. Површина општине износи 14,4 km². У самом мјесту је, према процјени из 2010. године, живјело 898 становника. Просјечна густина становништва износи 62 становника/km².